# Ираса
Ираса (устар. Ирос, Ироса, Юроса) — река в России, протекает по Архангельской области. Устье реки находится в 225 км по правому берегу реки Мезень (в 19 км к северо-востоку от села Лешуконское). Длина реки составляет 84 км. Берёт начало из болота на высоте 127,7 м. Впадает в Мезень на высоте 27,7 м.

## Данные водного реестра
По данным государственного водного реестра России относится к Двинско-Печорскому бассейновому округу, водохозяйственный участок реки — Мезень от истока до водомерного поста у деревни Малонисогорская. Речной бассейн реки — Мезень.
Код объекта в государственном водном реестре — 03030000112103000046118.